# アントン・ヒーセン
アントン・ヒーセン (Anton Hysén, 1990年12月13日 - )はスウェーデンのサッカーリーグ・ディヴィション4 のUtsiktens BKにてプレーするサッカー選手である。同チームのコーチを父グレン・ヒーセンが務めている。アントンは元スウェーデンのU-17のメンバーで BKヘッケンと育成契約を2007-2009年に結んでいたが、怪我により3年目にUtsiktens BKへ移籍した。以前はTorslanda IK（en）のメンバーでもあった。彼の兄にサッカー選手のトビアス・ヒーセン（en）とアレキサンダー・ヒーセン（en）がいる 。

## 私生活
アントンは、2011年3月にスウェーデンのサッカーマガジン『Offside』にてゲイであることを公表した。タブロイド紙『デイリー・メール』は「スウェーデンの有力なサッカー選手で最初にゲイを公表した人物」で1990年のジャスティン・ファシャヌ（en）に次いでサッカー界におけるプロ選手の公表事例となったと報じた。BBCはアントンの行動に対して「世界的にまたとないこと」と報じた。
2011年3月9日にはスウェーデンのテレビ局TV4が特集を組み、「Får även bögar spela fotboll?」（同性愛者もサッカーができるのか？）というタイトルでLennart Ekdalが司会を務めた。
アントンはサッカーと並行して建設従事者としてパートタイムも行っている。